# 不織布

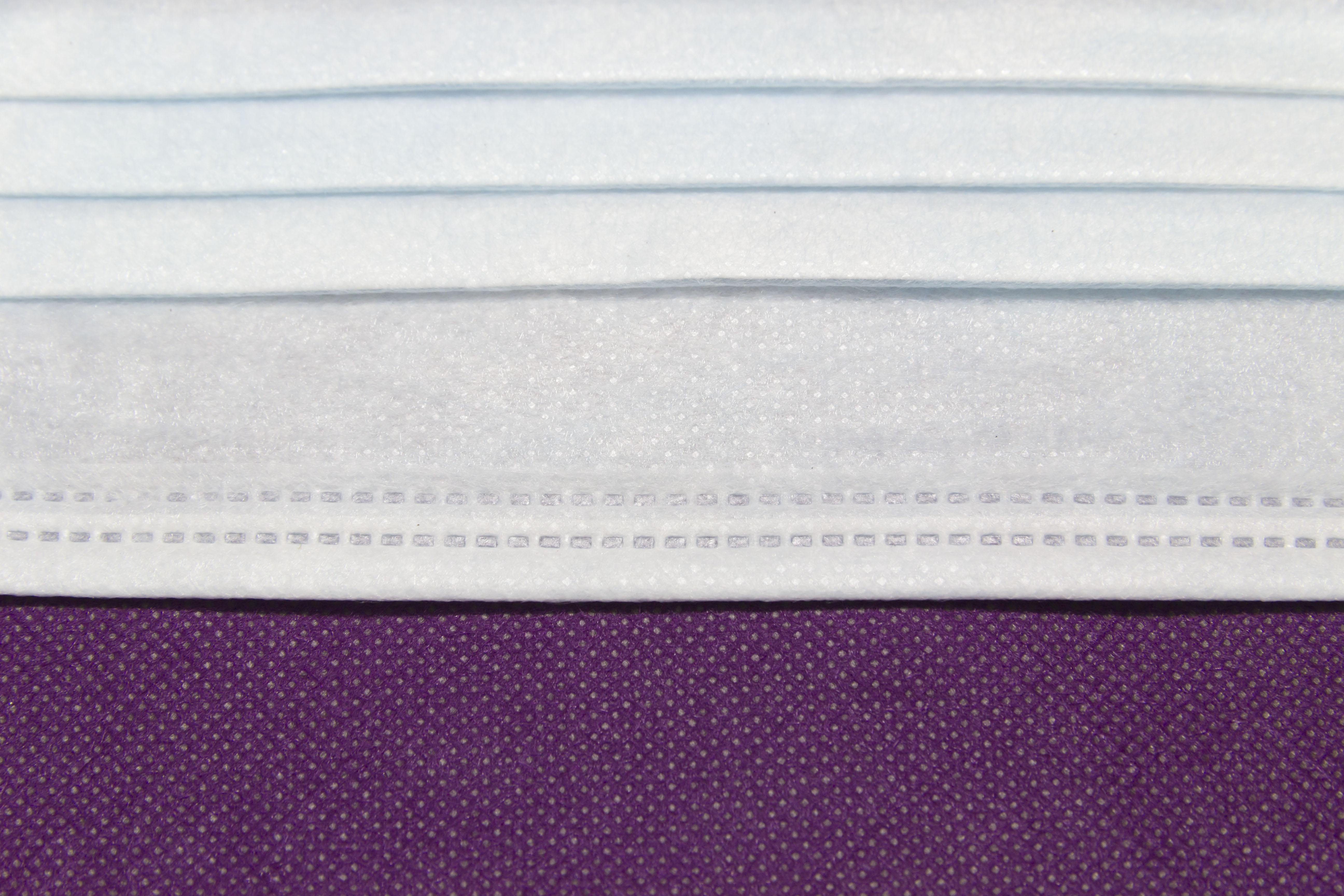
環保購物袋和口罩用的不織布

不織布（non-woven fabric, non-woven cloth），又稱無紡布，是一种以針軋機械或梳理機械處理各種纖維原料，用高壓形成或粘合生產的一种布状物。
不織布也分新舊技術或廣義狹義。舊技術製成似勞作用的合成絨布。新技術是造成常見環保購物袋 、N95口罩，及十元店內不少簾幕抹布產品。質感上常有平均整齊的壓印點。廣義不織布包含所有不是用線編織成的布狀物，甚至是紙；狹義不織布是指有整齊的留下被壓印處的成品。
不織布紡織袋可用任何纖維作材料，如果附近有紡織品回收廠，這些回收纖維能經過低成本運送作進一步加工使用。
纖維可以是布碎、人造纖維或合成纖維（膠、樹脂等），不織布的纖維原料常含聚丙烯（Polypropylene），簡稱PP。或是聚乙烯（polyethylene），簡稱PE。
不織布不像織布經由編織而成，不織布的製成隨著工法的不同而有所變化，如針軋法是透過數千支針刺不斷的上下刺鉤棉花，讓棉花彼此糾結，每一次的糾結會讓棉體越來越紮實。

## 分類
依原料
- PE不織布
- PP不織布
- PLA不織布
- PET不織布

依製程
- 水刺無紡布

水刺工藝是將高壓微細水流噴射到一層或多層纖維網上，使纖維相互纏結在一起，從而使纖網得以加固而具備一定強力。
- 熱合無紡布

熱粘合無紡布是指在纖網中加入纖維狀或粉狀熱熔粘合加固材料，纖網再經過加熱熔融冷卻加固成布。
- 漿粕氣流成網無紡布

氣流成網無紡布又可稱做無塵紙、幹法造紙無紡布。它是采用氣流成網技術將木漿纖維板開鬆成單纖維狀態，然後用氣流方法使纖維凝集在成網簾上，纖網再加固成布。
- 濕法無紡布

濕法無紡布是將置於水介質中的纖維原料開鬆成單纖維，同時使不同纖維原料混合，製成纖維懸浮漿，懸浮漿輸送到成網機構，纖維在濕態下成網再加固成布。
- 紡粘無紡布

紡粘無紡布是在聚合物已被擠出、拉伸而形成連續長絲後，長絲鋪設成網，纖網再經過自身粘合、熱粘合、化學粘合或機械加固方法，使纖網變成無紡布。
- 熔噴無紡布

熔噴無紡布的工藝過程：聚合物喂入---熔融擠出---纖維形成---纖維冷卻---成網---加固成布。
- 針刺無紡布

針刺無紡布是幹法無紡布的一種，針刺無紡布是利用刺針的穿刺作用，將蓬鬆的纖網加固成布。
- 縫編無紡布

縫編無紡布是幹法無紡布的一種，縫編法是利用經編線圈結構對纖網、紗線層、非紡織材料(例如塑料薄片、塑料薄金屬箔等)或它們的組合體進行加固，以製成無紡布。

## 製造流程
無紡布通常是將小纖維以片狀或網狀形式（類似於造紙機上的紙）放在一起，然後通過機械方式（如毛氈的情況，通過用鋸齒針將它們互鎖，使得纖維間的摩擦產生更強的織物）或用粘合劑或熱方式（通過施加粘合劑（以粉末、糊狀或聚合物熔體的形式）並通過升高溫度將粘合劑熔化到網上）將它們粘合在一起而製成的。

## 用途
- 消毒藥水膠布
- 口罩
- 衛生棉
- 紙尿片
- 农业用布
- 環保購物袋

## 外部連結
- 臺灣區不織布工業同業公會 （页面存档备份，存于）
- Association of Nonwovens （页面存档备份，存于） (EDANA: 歐洲)
- The Association of the Nonwovens Fabrics Industry （页面存档备份，存于） (INDA: 美國)